# Paese reale
Paese reale è uno spettacolo televisivo one-man show di Edoardo Ferrario prodotto e distribuito da RaiPlay nel 2020.

## Descrizione
Paese Reale è la parodia in chiave ironica di un talk-show di approfondimento giornalistico, in cui Edoardo Ferrario interpreta sia il conduttore sia gli ospiti collegati in studio e, al termine di ogni episodio, interviene un "ospite internazionale" interpretato da una guest star (Neri Marcorè, Michela Giraud, Caterina Guzzanti, Rocco Tanica, Emanuela Fanelli), che offre, sempre in chiave ampiamente ironica, la propria visione alternativa dell'Italia.

## Personaggi
Gli ospiti fittizi interpretati da Edoardo Ferrario sono tredici, a rotazione per ogni episodio.
I principali personaggi sono:
- Filippo De Angelis, giovane italiano espatriato a Londra;
- Franco Tarallon, piccolo commerciante nostalgico della lira ed infuriato con l'e-commerce;
- Silvano Morgagni, chef-star di Instagram;
- Elisabetta Cancelli, social media manager del Comune di Milano.
- Amedeo La Potta, professore ordinario di filosofia teoretica presso l’Università degli Studi di Roma "La Sapienza".

## Episodi
| N° | Tema                          | Pubblicazione     |
| -- | ----------------------------- | ----------------- |
| 1  | Gli italiani all'estero       | 24 settembre 2020 |
| 2  | La crisi climatica            | 1 ottobre 2020    |
| 3  | Lo scontro generazionale      | 8 ottobre 2020    |
| 4  | Famiglie e nuovi amori        | 15 ottobre 2020   |
| 5  | Il politicamente corretto     | 22 ottobre 2020   |
| 6  | Social Network e tempo libero | 29 ottobre 2020   |
| 7  | Sharing Economy               | 5 novembre 2020   |
| 8  | Immigrazione in Italia        | 12 novembre 2020  |